# One of Us (canção de Joan Osborne)
"One of Us" é uma canção da cantora norte-americana Joan Osborne, lançada em 1995 em seu álbum Relish. Escrita por  Eric Bazilian  do grupo The Hooters  e produzida por  Rick Chertoff, a canção  tornou-se um sucesso em Novembro daquele ano, chegando ao número quatro na parada US  Billboard  Hot 100  e ganhando três  indicações para o  Grammy . 
Foi a 13ª música mais tocada nas rádios brasileiras em 1996.

## O tema da canção
A versão em álbum da música começa a cappella com as quatro primeiras linhas de uma composição intitulada The Airplane Ride, escrita em 27 de outubro de 1937 pelo folclorista americano  Alan Lomax  e sua esposa Elizabeth para o  American Folk Song Archive: 
So one of these nights at about twelve o'clock
This old world is  gonna reel and rock
Saints will tremble and cry for pain
For the Lord is gonna come in his heavenly airplane 
A música foca vários aspectos da crença em  Deus  , convidando todos a se fazerem perguntas sobre seu relacionamento com Deus, como  “ Você chamaria [o nome de Deus] no seu rosto? " ou  " Você gostaria de ver [o rosto de Deus] se ver significasse que você teria que acreditar em coisas como o Paraíso e em Jesus e nos santos e em todos os profetas? “ E no  refrão:  “ E se Deus fosse um de nós? apenas um coitado como um de nós, apenas um estranho no autocarro, tentando chegar a casa?“       
Roch Parisien, do  AllMusic,   chamou a música de "uma declaração de fé simples e direta, honesta e sem adornos, emoldurada em um refrão quase perfeito e um delicioso riff de guitarra ao estilo de  Neil Young.    Alan Jones, da  Music Week  , escreveu: "Joan Osborne criou um delicioso single de estreia 'One of Us' - uma música eletricamente carregada e de estilo retrô com um vocal íntimo. A faixa aborda a questão 'E se Deus fosse um de nós?, apenas um coitado como um de nós' colocando-o no autocarro e recebendo telefonemas do  Papa , fazendo isso com humor, energia e uma grande melodia, em uma produção tensa e descomplicada. Um verdadeiro achado." 

## Presença em "Quem é Você Internacional" (1996)
One of Us foi incluída na trilha sonora internacional da novela "Quem é Você", exibida pela TV Globo em 1996. Na trama de Solange Castro Neves, baseada na sinopse de Ivani Ribeiro, a canção foi tema da personagem Ivana, interpretada por Mylla Christie.

## Desempenho nas paradas
| Paradas (1996)                   | Melhor posição |
| -------------------------------- | -------------- |
| Australian Singles Chart         | 1              |
| Austrian Singles Chart           | 13             |
| Belgian (Flanders) Singles Chart | 1              |
| Belgian (Wallonia) Singles Chart | 4              |
| Finnish Singles Chart            | 19             |
| French Singles Chart             | 10             |
| Dutch Top 40                     | 14             |
| Irish Singles Chart              | 8              |
| New Zealand Singles Chart        | 11             |
| Norwegian Singles Chart          | 2              |
| Swedish Singles Chart            | 1              |
| UK Singles Chart                 | 6              |
| Hot Modern Rock Tracks           | 7              |
| US Hot Singles Recurrents        | 2              |
| Billboard Hot 100                | 4              |
| Top 40 Mainstream                | 2              |
| Hot Adult Contemporary Tracks    | 20             |